# Panesthia celebica
Panesthia celebica är en kackerlacksart som beskrevs av Brunner von Wattenwyl 1893. Panesthia celebica ingår i släktet Panesthia och familjen jättekackerlackor. Inga underarter finns listade i Catalogue of Life.